# Nomia fuscipennis
Nomia fuscipennis är en biart som beskrevs av Smith 1875. Nomia fuscipennis ingår i släktet Nomia och familjen vägbin. Inga underarter finns listade i Catalogue of Life.